# Otto Albrecht (Maler, 1881)
Otto Albrecht (* 26. Juni 1881 in Berlin; † 14. Februar 1943 im KZ Sachsenhausen) war ein deutscher Landschafts- und Porträtmaler.

## Leben
Karl Rudolf Victor Otto Albrecht verbrachte Kindheit und Jugend in der deutschen Hauptstadt. Der Vater, Wilhelm Albrecht, ein gelernter Malermeister, war kurz zuvor von Damgarten nach Berlin gezogen, wo er mit einem Geschäftspartner einen Handwerksbetrieb als Stuben- und Schildermaler gründete.
Die Wohnung lag in der Eisenbahnstraße, im heutigen Bezirk Kreuzberg. Im selben Haus wohnte auch der Bruder des Vaters, Hermann Albrecht, ein Musiker an der Berliner Oper. Von ihm erhielt Otto eine Zeit lang Musikunterricht. Der Vater nahm den jungen Otto hin und wieder in den nahegelegenen Reichstag mit, um politischen Debatten beizuwohnen. Möglicherweise wurde hierdurch der Grundstein für das kritische politische Bewusstsein des Künstlers gelegt.
Otto Albrecht ging zunächst bei seinem Vater in die Lehre und erhielt anschließend in Berlin eine Ausbildung zum Dekorationsmaler bei Carl Enger, der seine künstlerische Begabung entdeckte, und ein Empfehlungsschreiben ausstellte. Die weitere Ausbildung erfolgte an der Kunstgewerbeschule in Düsseldorf. Von Oktober 1908 bis April 1909 besuchte er die Schule für zeichnende Künste bei Moritz Heymann in München, im Sommersemester des gleichen Jahres ist er in der Zeichenklasse von Professor Martin von Feuerstein an der Kunstakademie eingeschrieben.
Um das Jahr 1911 unternahm Otto Albrecht zusammen mit den Malerfreunden Carl Jörres und Albert König eine Kunstreise, die sie über die Schweiz bis nach Neapel führte.
Zurückgekehrt nach Deutschland erhielt er den Auftrag zur dekorativen Ausgestaltung des Herrenhauses Peterswalde bei Pasewalk in Vorpommern. Ein Anschlussauftrag führte ihn nach Amlishagen in Württemberg, wo er die Räume des dortigen Schlosses auszumalen hatte. Hier lernte er seine Frau Emma Baier kennen und ließ sich als freischaffender Maler nieder.

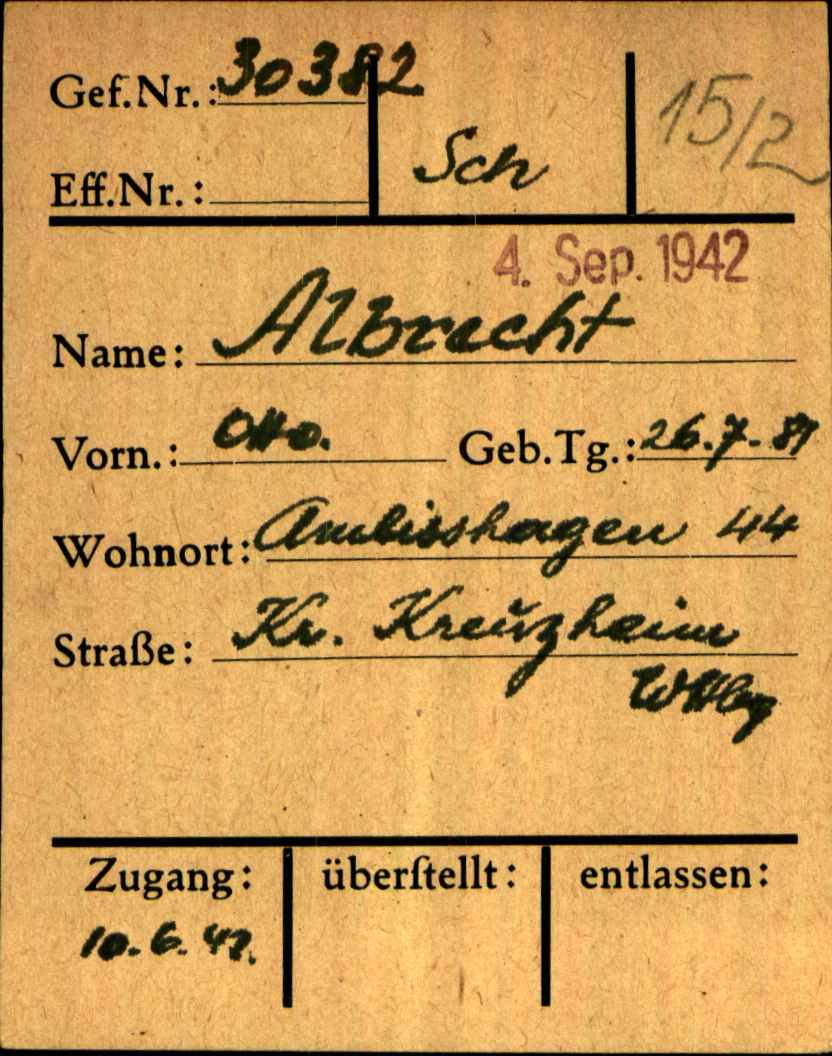
Registrierungskarte von Otto Albrecht als Gefangener im nationalsozialistischen Konzentrationslager Dachau

Den Ersten Weltkrieg verbrachte er als Gefreiter bei einem Landwehr-Infanterie-Regiment buchstäblich an vorderster Front in Russland und fertigte in dieser Zeit dutzende Zeichnungen und Aquarelle an. Durch schreckliche Kriegserlebnisse geprägt kehrte er 1918 als überzeugter Pazifist nach Amlishagen zurück. Die folgenden Jahre waren bestimmt durch finanzielle Sorgen und nach 1933 durch zunehmende Repressalien seitens der Nationalsozialisten. Im April 1942 wurden Otto Albrecht und seine Frau Emma aufgrund ihrer politischen Gesinnung von der Gestapo verhaftet. Otto kam zunächst in das Konzentrationslager Dachau und wurde später in das KZ Sachsenhausen verlegt, wo er am 14. Februar 1943 verstarb. Emma Albrecht wurde im November 1943 aus dem KZ Ravensbrück entlassen.
Von den vier Kindern Albrechts, die alle eine große künstlerische Begabung hatten, wurde die Tochter Gisela Albrecht Künstlerin.

## Werke
In künstlerischer Hinsicht blieb Otto Albrecht überwiegend einem konservativen Stil im Sinne des Realismus verpflichtet. Obwohl er mit den aktuellen künstlerischen Strömungen seiner Zeit vertraut war und in seiner Münchener Zeit die Entwicklung des Blauen Reiters hautnah miterleben konnte, ist in seinen Bildern davon nichts zu sehen. Dies ist vor allem seiner langjährigen prekären finanziellen Situation geschuldet. In ländlicher Abgeschiedenheit, abseits von den großen Kunstmetropolen, war er gezwungen, seine sechsköpfige Familie mit Auftragsarbeiten und Genrebildern über Wasser zu halten. Viele seiner Bilder waren dem provinziellen Geschmack und dem begrenzten Budget der Landbevölkerung angepasst. Wie er sich unter günstigeren Bedingungen hätte künstlerisch entwickeln können, zeigen seine freien Arbeiten, die Vergleiche mit Werken seiner Vorbilder, den deutschen Impressionisten Max Liebermann, Lovis Corinth oder Max Slevogt nicht zu scheuen brauchen. 
Nachhaltig überzeugend sind seine feinsinnigen Porträts, in denen es ihm gelingt, innere Wesensmerkmale der Abgebildeten wie Melancholie, Humor oder Würde zum Ausdruck zu bringen. Wie überraschend modern er denken konnte, zeigt eine Architekturskizze, der Entwurf einer Künstlervilla mit Atelier im Bauhausstil.